# MLB.com
MLB.com è il sito web ufficiale della Major League Baseball ed è supervisionato dalla Major League Baseball Advanced Media, L.P. (una consociata della MLB). MLB.com è una fonte di informazioni relative al baseball, comprese notizie, statistiche e rubriche sportive. MLB.com è anche un sito commerciale, che fornisce video in streaming online e trasmissioni audio in streaming di tutte le partite della Major League Baseball agli abbonati paganti, così come "gameday", video di partite di baseball quasi in diretta streaming gratuito. Inoltre, MLB.com vende prodotti ufficiali di baseball, consente agli utenti di acquistare biglietti per partite di baseball, gestisce il gioco "MLB.com Fantasy" e organizza aste di cimeli del baseball. 
Il precedente sito web della Major League Baseball era www.MajorLeagueBaseball.com. Il nome di dominio MLB.com è stato originariamente registrato nel 1994 da Morgan, Lewis & Bockius LLP, uno studio legale con sede a Filadelfia. Nel settembre 2000, Morgan Lewis e Bockius hanno deciso di trasferire il nome di dominio alla Major League Baseball. L'indirizzo più lungo rimane come reindirizzamento a MLB.com per prevenire il cybersquatting.